# ボディ・スナッチャーズ
『ボディ・スナッチャーズ』（原題：Body Snatchers）は、1993年のアメリカ映画。ジャック・フィニイのSF小説『盗まれた街』（原題：The Body Snatchers）の3度目の映画化作品である。米国のソフト化では2016年のリマスター版Blu-ray以後"The Invasion Continues"という副題が付いた。1978年フィリップ・カウフマン監督作品と同じトム・バーマンが特殊メイク効果を担当しており、メイン・タイトルは当時R/GAに在籍していたカイル・クーパーによる（クレジットは社名のみ）。日本では劇場未公開。

## キャスト
- マーティ・マローン - ガブリエル・アンウォー
- キャロル・マローン - メグ・ティリー
- コリンズ少佐 - フォレスト・ウィテカー
- スティーヴ・マローン - テリー・キニー
- プラット将軍 - R・リー・アーメイ
- アンディ・マローン - ライリー・マーフィ
- ティム・ヤング - ビリー・ワース
- ジェン・プラット - クリスティーン・エリス
- プラット夫人 - キャスリーン・ドイル
- ピート - G・エルヴィス・フィリップス

## スタッフ
- 監督：アベル・フェラーラ
- 製作：ロバート・H・ソロ
- 原作：ジャック・フィニイ
- ストーリー：レイモンド・システリ、ラリー・コーエン
- 脚本：スチュアート・ゴードン、デニス・パオリ、ニコラス・セント・ジョン
- 撮影：ボジャン・バゼリ
- 音楽：ジョー・デリア
- 配給：ワーナー・ブラザース

## 関連作品
他の『盗まれた街』の映画化作品。
- 『ボディ・スナッチャー/恐怖の街』（Invasion of the Body Snatchers） - ドン・シーゲル監督（1956年）
- 『SF/ボディ・スナッチャー』（Invasion of the Body Snacthers） - フィリップ・カウフマン監督（1978年）
- 『インベージョン』（The Invasion） - オリヴァー・ヒルシュビーゲル監督（2007年）